# Paul Falls
Die Paul Falls sind ein Wasserfall bislang nicht ermittelter Fallhöhe im Egmont-Nationalpark in der Region Taranaki auf der Nordinsel Neuseelands. In der Pouakai Range nordwestlich des Vulkans Mount Taranaki liegt er im Lauf des Paul Stream, der einige hundert Meter hinter dem Wasserfall in südwestlicher Fließrichtung in den Hangatahua River mündet.